# Buchanan County, Missouri
Buchanan County är ett county i den amerikanska delstaten Missouri. Det ligger i den nordvästra delen av Missouri och hade år 2010 ett invånarantal på ungefär 89 201. Det största samhället i Buchanan County är St. Joseph där även domstolsbyggnaden befinner sig. Buchanan County bildades 31 december 1838 och namngavs efter en senator från Pennsylvania (senare president) James Buchanan.

## Geografi
Enligt United States Census Bureau har countyt en total area på 1 074 km². 1 061 km² av den arean är land och 13 km² är vatten.

### Angränsande countyn
- Andrew County - nord
- DeKalb County - nordost
- Clinton County - öst
- Platte County - syd
- Atchison County, Kansas - sydväst
- Doniphan County, Kansas - nordväst